# Catocala caerulea
Catocala caerulea là một loài bướm đêm trong họ Erebidae.